# Centrale nucléaire de Peach Bottom
La centrale nucléaire de Peach Bottom est située au bord de la rivière Susquehanna à 90 km au sud de Harrisburg dans le district de Peach Bottom du comté de York en Pennsylvanie.

## Description
Peach Bottom est une des plus anciennes centrales des États-Unis. Elle occupe un terrain de 2,5 km², est exploitée par Exelon Corporation et appartient conjointement à parts égales à Exelon et à PSEG Power LLC.
La construction de la 1re tranche a été décidée en 1958 :

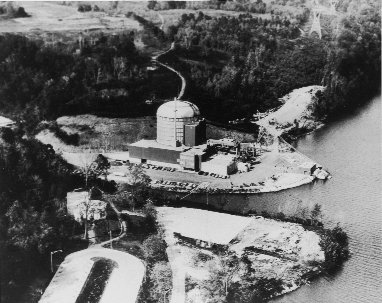
Réacteur n°1 de Peach Bottom

- Peach Bottom 1 : 40 MWe, mise en service en 1966, arrêtée en 1974.

C'est un réacteur expérimental à modérateur graphite, refroidi à l'hélium. L'exploitant était "Philadelphia Electric Company (PECO)". La plus ancienne centrale des États-Unis, celle de Shippingport, a été mise en service un an auparavant en 1965. 

Les deux unités plus récentes ont été construites dans les années 70 et dotées de réacteurs à eau bouillante (REB) de conception General Electric :
- Peach Bottom 2 : 1093 MWe, mise en service en 1973,
- Peach Bottom 3 : 1093 MWe, mise en service en 1974.

Toutes deux disposent d'une autorisation d'exploitation de 60 ans, soit 2033 pour Peach Bottom 1 et 2034 pour Peach Bottom 2, et Exelon a déposé en juillet 2018 auprès de la NRC une demande de prolongation pour 20 années supplémentaires, soit 2053 et 2054,.
Peach Bottom a fait l'objet d'un rapport de sûreté NUREG-1150. En 2014, l'autorité de sûreté nucléaire américaine (NRC) a autorisé une augmentation de puissance de 12,4 % pour les réacteur 2 et 3 de Peach Bottom.